# Saxifraga erinacea
Saxifraga erinacea är en stenbräckeväxtart som beskrevs av H. Sm.. Saxifraga erinacea ingår i Bräckesläktet som ingår i familjen stenbräckeväxter. Inga underarter finns listade i Catalogue of Life.